# Floorball-Bundesliga 2025/26 (Frauen)
Die Floorball-Bundesliga 2025/26 der Damen ist die 32. Spielzeit um die deutsche Floorball-Meisterschaft auf dem Großfeld der Damen. Die Saison wird am 20. September 2025 beginnen und die Hauptrunde wird am 1. März 2026 enden. Die Play-Offs sind zwischen dem 14. März und 17. Mai angesetzt.
Als Titelverteidiger geht der MFBC Leipzig in die Saison. Der TSG Erlensee zog seine Damenmannschaft vom Spielbetrieb zurück. Die Floor Fighters Chemnitz stiegen als Meister der Regionalliga Ost 2024/25 auf. Die Liga besteht somit weiterhin aus acht Mannschaften.

## Teilnehmende Mannschaften
Folgende Mannschaften nehmen an der Saison 2025/26 teil:
- MFBC Leipzig (Meister, Pokalsieger und Hauptrundenerster)
- ETV Lady Piranhhas Hamburg
- Dümptener Füchse
- SSF Dragons Bonn
- UHC Sparkasse Weißenfels
- Red Devils Wernigerode
- Floorball BB United
- Floor Fighters Chemnitz (Aufsteiger)

## Modus
In der Vorrunde spielt jedes Team jeweils zweimal (Hin- und Rückspiel) gegen jedes andere.
Die besten sechs Mannschaften nehmen an den Play-offs teil. Die Viertelfinals, die Halbfinals und das Finale der Playoffs finden im Modus Best-of-Three statt. Die besser platzierten Teams der Vorrunde haben in den Spielen 2 und 3 Heimrecht, die schlechter platzierten Teams der Vorrunde in Spiel 1. Das Spiel um Platz 3 wird im Modus Best-of-One ausgetragen – das besser platzierte Team der Vorrunde hat Heimrecht.
Dadurch spielen zunächst der 3. gegen den 6. und der 4. gegen den 5. gegeneinander. Zum Halbfinale kommen dann die beiden bestplatzierten Teams der Vorrunde hinzu. Das erste bestreiten das bestplatzierte Team der Vorrunde und der Viertelfinalsieger mit der schlechtesten Platzierung der Vorrunde. Das Halbfinale II bestreiten das zweitplatzierte Team der Vorrunde und der verbleibende Viertelfinalsieger. Die Verlierer des Halbfinals spielen in einem Spiel den 3. Platz aus. Die beiden Gewinner ermitteln dann in der Final-Serie den Deutschen Floorball-Meister.
Die Play-downs bestreiten Platz 7 der Vorrunde gegen Platz 8 der Vorrunde. Der Verlierer steigt direkt in den regionalen Spielbetrieb ab. Gibt es kein aufstiegswilliges und aufstiegsberechtigtes Team, so entfallen diese Spiele und alle an den Play-downs teilnehmenden Teams sind berechtigt, in der 1. FBL Damen zu verbleiben. Der Sieger der Play-downs spielt gegen das zweitbestplatzierte aufstiegswillige und aufstiegsberechtigte Team des regionalen Spielbetriebs in der Relegation. Gibt es kein oder nur ein aufstiegsberechtigtes Team, so entfallen diese Spiele.

## Tabelle
| Pl. | Verein                      | Sp. | S | U | N | SDS | SDN | Tore | Diff. | Pkt. |
| --- | --------------------------- | --- | - | - | - | --- | --- | ---- | ----- | ---- |
| 1.  | MFBC Leipzig (M, P, H)      | 0   | 0 | 0 | 0 | 0   | 0   | 0:0  | +0    | 0    |
| 2.  | ETV Lady Piranhhas Hamburg  | 0   | 0 | 0 | 0 | 0   | 0   | 0:0  | +0    | 0    |
| 3.  | Dümptener Füchse            | 0   | 0 | 0 | 0 | 0   | 0   | 0:0  | +0    | 0    |
| 4.  | SSF Dragons Bonn            | 0   | 0 | 0 | 0 | 0   | 0   | 0:0  | +0    | 0    |
| 5.  | UHC Sparkasse Weißenfels    | 0   | 0 | 0 | 0 | 0   | 0   | 0:0  | −0    | 0    |
| 6.  | Red Devils Wernigerode      | 0   | 0 | 0 | 0 | 0   | 0   | 0:0  | −0    | 0    |
| 7.  | FloorballBB United          | 0   | 0 | 0 | 0 | 0   | 0   | 0:0  | −0    | 0    |
| 8.  | Floor Fighters Chemnitz (N) | 0   | 0 | 0 | 0 | 0   | 0   | 0:0  | −0    | 0    |

(M) – Meister, Titelverteidiger 2024/25

(P) – Pokalsieger 2024/25

(H) – Hauptrundenerster 2024/25

(N) – Neuzugang, Aufsteiger aus der Regionalliga Ost 2024/25